# Erik Aalbæk Jensen
Erik Aalbæk Jensen (19. august 1923 i Ballerum, Tved Sogn, Thy – 30. september 1997) var en dansk forfatter, radio- og tv-medarbejder, sognepræst og modstandsmand. Far til filmproducenten Peter Aalbæk Jensen.

## Liv og værk
Erik Aalbæk Jensen voksede op i Vendsyssel under landbrugskrisen og de stærke ideologiske brydninger. Han blev i 1943 student fra Aalborg Katedralskole og i 1949 cand. theol. Under besættelsen var han med i modstandsbevægelsen (Studenternes Efterretningstjeneste), og Aalbæk Jensen blev arresteret af tyskerne i 1944 og sendtes fra Vestre Fængsel til Frøslevlejren, Dachau og Neuengamme, hvorfra han med De Hvide Busser kom til Sverige. Han blev præst i Alleshave samt kapellan på Nekselø i 1950 og valgmenighedspræst i Osted, en af de grundtvigske fri- og valgmenigheder, i 1953. Fra 1957 tilknyttet Danmarks Radio, herunder chef for TV-teatret 1959-1964.

## Forfatterdebut
Aalbæk Jensen debuterede som romanforfatter i 1949 med Dommen, men fik først sit gennembrud med Perleporten i 1964, der var første bind i en 5-binds-serie, der skildrer samfundsudviklingen især i Nordjylland fra 1930 til 1970'erne. Aalbæk Jensen giver realitiske, samfundshistoriske skildringer, men ofte i en impressionistisk stil, hvor kunsten ligger i de ofte ordknappe replikker. I 8-binds-værket Livet på øerne (1981-1987) beskrives livet på alle danske øer, der er mindre end Fyn.

## Vurdering
Litteraturhistorikeren Peter Michael Lauritzen udgav i 2009 sin doktordisputats, der under titlen Grund og bølge. En litterær, tids- og åndshistorisk studie af Erik Aalbæk Jensens forfatterskab (Gyldendal 2009) gennemgår Erik Aalbæk Jensens forfatterskab. Lauritzen karakteriserer forfatteren Aalbæk Jensen som en "episk dialektiker", der i sine romaner fremfører både udviklingens gode og dårlige sider.

## Priser og legater
| - 1955 Kollegernes ærespris - 1955 Tipsmidlerne - 1956 Gyldendals Boglegat - 1958 Herman Bangs Mindelegat - 1964 Kritikerprisen: Perleporten - 1965 De Gyldne Laurbær - 1965 Louisiana-Prisen - 1972 Blicherprisen - 1977 Medlem af Det Danske Akademi | - 1977 Søren Gyldendal Prisen - 1980 Jeanne og Henri Nathansens Mindelegat - 1982 Dansk Historielærerforenings Pris: Danmark under sejl (Tv-serie) - 1982 Egholtprisen - 1984 Egholtprisen - 1994 Landbrugsraadets Kulturfonds pris - 1995 Frederikshavn Kommunes Kulturpris - 1995 Henrik Pontoppidans Mindefonds legat - Statens Kunstfond. Livsvarig ydelse |